# Coelioxys nitidoscutellaris
Coelioxys nitidoscutellaris är en biart som beskrevs av Pasteels 1987. Coelioxys nitidoscutellaris ingår i släktet kägelbin, och familjen buksamlarbin. Inga underarter finns listade i Catalogue of Life.